# Casas Viejas, Sinaloa
Casas Viejas är en ort i Mexiko.   Den ligger i kommunen Choix och delstaten Sinaloa, i den nordvästra delen av landet, 1 200 km nordväst om huvudstaden Mexico City. Casas Viejas ligger 703 meter över havet och antalet invånare är 194.
Terrängen runt Casas Viejas är kuperad. Runt Casas Viejas är det mycket glesbefolkat, med 7 invånare per kvadratkilometer. Närmaste större samhälle är La Estancia de Baymena, 18,5 km nordväst om Casas Viejas. I omgivningarna runt Casas Viejas växer huvudsakligen savannskog.